# Negritothripa orbifera
Negritothripa orbifera är en fjärilsart som beskrevs av George Francis Hampson 1894. Negritothripa orbifera ingår i släktet Negritothripa och familjen trågspinnare. Inga underarter finns listade i Catalogue of Life.